# Service d'octet
Le service d'octet est un processus qui envoie seulement une portion d'un message HTTP/1.1 d'un serveur à un client.

## Description
Le service d'octet commence quand un serveur HTTP utilise l'en-tête de réponse Accept-Ranges signalant qu'il permet l'utilisation de requêtes partielles. Le client demande alors une partie spécifique d'un fichier du serveur utilisant l'en-tête de requête Range. Si l'intervalle est valide, le serveur l'envoie au client avec code de statut 206 (Contenu partiel) et le contenu de l'intervalle. Si l'intervalle est invalide, le serveur retourne un code de statut 416 (Intervalle demandée non valide). Le service d'octet est une méthode qui permet l'optimisation de la bande passante.